# Idiognophomyia enniki
Idiognophomyia enniki is een tweevleugelige uit de familie steltmuggen (Limoniidae). De soort komt voor in het Nearctisch gebied.